# Шоу Лягушонка Клайда
Шоу Лягушо́нка Кла́йда (англ. Clyde Frog Show) — детская образовательная телепередача компании Mississippi Authority for Educational Television, выходившая в 1970-х годах.
В шоу куклы, и особенно главный герой, Лягушонок Клайд, объясняли детям азы о самооценке, чувствах и отношениях. Вышло около десяти эпизодов программы. Однако Лягушонок Клайд также «поучаствовал» в другой программе той же компании, «About Safety», в которой детям объяснялись принципы безопасности и первой помощи; вышло 16 выпусков этой программы. Оба шоу имели значительный успех в США.
Главный герой передачи, Лягушонок Клайд, послужил основой для игрушки под тем же именем, играющей некоторую роль в анимационном сериале «Южный парк».